# Terratrèmol de Xile de 2010
El terratrèmol de Xile de 2010 va ser un sisme ocorregut a les 03:34:08 hora local (UTC-3) del 27 de febrer de 2010, que va registrar una magnitud de 8,8 Mw. És conegut amb el numerònim 27F.
L'epicentre es va situar al mar xilè, davant les localitats de Curanipe i Cobquecura, a uns 150 quilòmetres al nord-oest de Concepción i a 63 quilòmetres al sud-oest de Cauquenes, i a 30,1 quilòmetres de profunditat sota l'escorça terrestre. El sisme va tenir una durada màxima de quatre minuts a les zones properes a l'epicentre i de més de dos minuts a la capital. Es va fer sentir en bona part del Con Sud amb intensitats variables, entre elles, ciutats molt habitades com Buenos Aires i São Paulo.
Les zones més afectades pel terratrèmol van ser les regions xilenes de Valparaíso, Metropolitana de Santiago, O'Higgins, Maule, Biobío i La Araucanía, que sumen més de 13 milions d'habitants, prop del 80% de la població del país. A les regions de Maule i de Biobío, el terratrèmol va marcar una intensitat de IX en l'escala de Mercalli i va arrasar amb gran part de les ciutats com a Constitución, Concepción, Cobquecura i el port de Talcahuano. Gran part del centre de les ciutats de Curicó i Talca es van col·lapsar i el seu nucli històric va quedar destruït totalment. A les regions de l'Araucanía, O'Higgins i Metropolitana, el sisme registrar una intensitat de VIII i va provocar grans destrosses a la capital, Santiago, a Rancagua i a les localitats rurals. Les víctimes mortals van ascendir fins als 530 morts. Prop de 500 mil habitatges van quedar amb danys servers i s'estima que hi hagué un total de 2 milions de damnificats. Es va convertir en la pitjor tragèdia natural viscuda a Xile des de 1960. La presidenta Michelle Bachelet va declarar l'«estat d'excepció constitucional per catàstrofe» a les regions del Maule i del Biobío.
A més a més, un fort tsunami va impactar contra les costes xilenes com a reacció del terratrèmol i va destruir diverses localitats ja greument devastades per l'impacte tel·lúric. A causa d'errors i indecisions per part dels organismes encarregats d'enviar l'alarma de tsunami, no es va alertar a la població sobre l'esdeveniment que va ocórrer 35 minuts després del terratrèmol. El tsunami va impactar contra l'arxipèlag Juan Fernández, malgrat no haver-se fet sentir el sisme, i va amb l'únic poblat San Juan Bautista. El Centre d'Alerta de Tsunamis del Pacífic va generar pocs minuts després del terratrèmol una alerta de tsunami per a l'oceà Pacífic que es va estendre posteriorment a 53 països situats al llarg de gran part de la seva conca com Perú, Equador, Colòmbia, Panamà, Costa Rica, Nicaragua, l'Antàrtida, Nova Zelanda, la Polinèsia Francesa i les costes de Hawaii.
El sisme és considerat com el segon més fort en la història del país i el sisè més fort registrat a tot el món. Aquest només és superat a nivell nacional pel cataclisme del terratrèmol de Valdivia de 1960 que va ser registrat per l'ésser humà mitjançant sismòmetres. El sisme xilè de 2010 va ser 31 vegades més fort i va alliberar prop de 178 vegades més energia que el devastador terratrèmol d'Haití succeït el mes anterior, i l'energia alliberada equival a prop de 100.000 bombes atòmiques com l'alliberada a Hiroshima el 1945.